# Lucio Piccolo
Lucio Piccolo di Calanovella (né le 27 octobre 1901 à Palerme et mort le 26 mai 1969 à Capo d'Orlando ) est un poète et ésotériste italien.

## Biographie

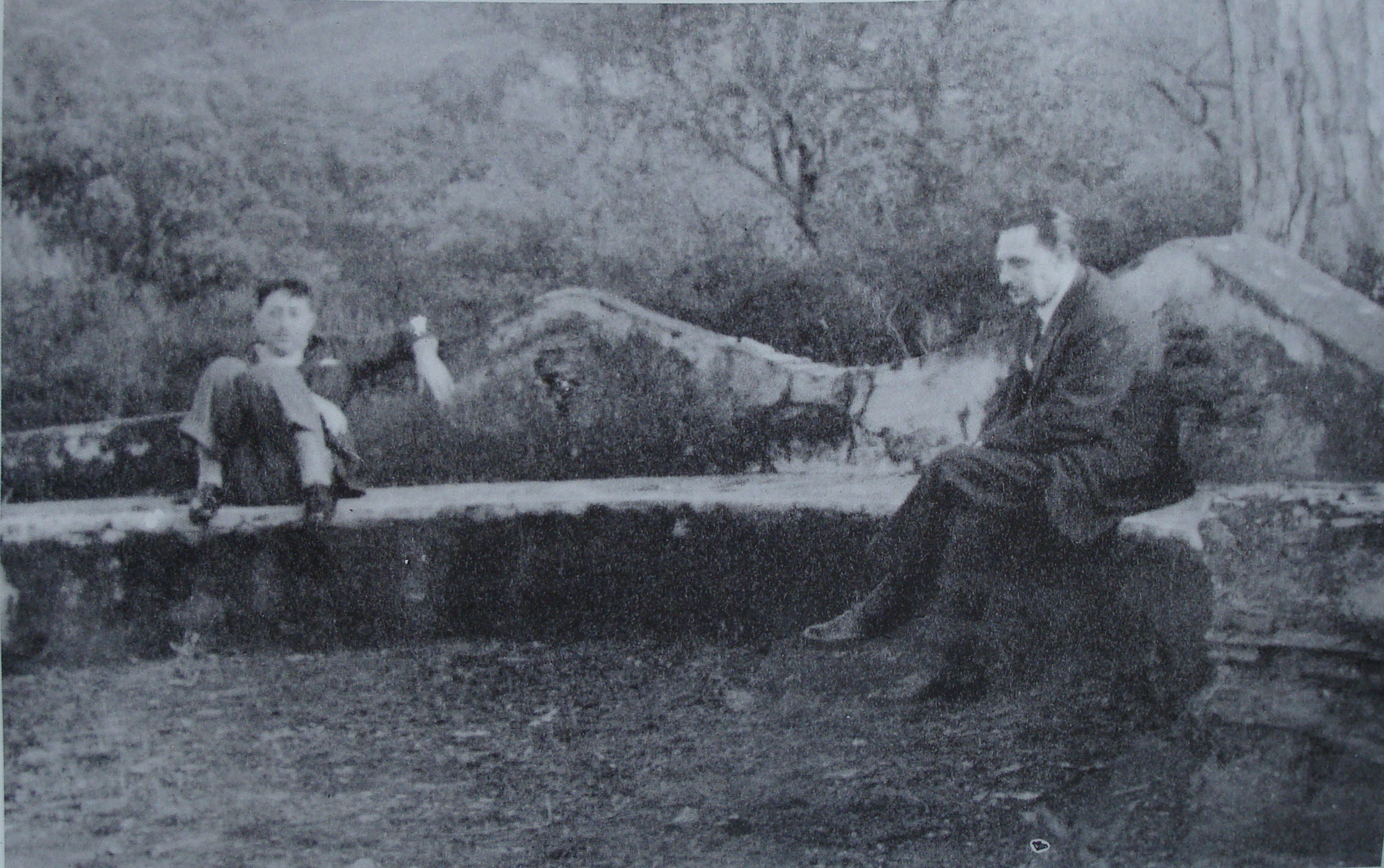
Lucio Piccolo et Giuseppe Tomasi di Lampedusa vers 1930.

Lucio Piccolo, également connu sous le nom de « baron Lucio Piccolo di Calanovella », est le cousin au premier degré de Giuseppe Tomasi di Lampedusa, l'auteur du Guépard . Il se dote d'une vaste bibliothèque et maîtrise les principales langues de la tradition littéraire européenne, tout en menant une vie de relative solitude.
En 1954, à 50 ans, il publie dans une édition privée une plaquette contenant neuf poèmes lyriques qu'il envoie par la poste à Eugenio Montale. Les frais de port ont été largement sous-estimés par l'expéditeur (35 lires), et pour prendre possession du livre, Montale a dû compenser la différence en payant un supplément (150 lires). Montale, impressionné par la haute qualité de la poésie de Lucio Piccolo, avec laquelle il n'était pas familier, l'a invité à participer à la Rencontre littéraire de San Pellegrino. Ses œuvres ont été publiées cette année-là sous le titre Canti barocchi e altre liriche (Chants baroques).
Son intention, écrivit-il à Montale, est de capturer le monde et l'atmosphère des églises et des couvents de Palerme, et les traits d'esprit des personnes qui leur sont associées, avant que leur souvenir ne disparaisse rapidement. Giorgio Bassani, dans sa préface de la première édition de Le Guépard écrit que les poèmes de Piccolo se classent parmi les meilleures formes de paroles pures produites en Italie à cette époque.

## Œuvres
- Gioco a Nascondere, Canti Barocchi, préfacé par Eugenio Montale, Arnoldo Mondadori (1960) 1967
- La Seta e altre poesie inedite e sparse, éd. Giovanni Musolino et Giovanni Gaglio, All'insegna del pesce d'oro, Milan, 1984